# The Animals
The Animals va ser un grup de música anglès de la dècada de 1960, format a Newcastle upon Tyne durant la primera part de la dècada. La banda es va traslladar a Londres en la recerca de la fama en el 1964. The Animals eren coneguts per la veu característica amb toc de blues del seu cantant Eric Burdon, com exemplificat amb la seva cançó insígnia i èxit del senzill transatlàntic Núm.1, "The House of the Rising Sun", com també els èxits de "We Gotta Get out of This Place", "It's My Life", and "Don't Let Me Be Misunderstood". La banda equilibra la música rock i pop amb material de rhythm and blues. Eren coneguts als Estats Units com a part de la invasió britànica.
The Animals va patir canvis de personal en la dècada de 1960 i una mala gestió empresarial. Sota el nom Eric Burdon and the Animals com a gran canvi, es van traslladar a Califòrnia i van aconseguir un èxit comercial com a grup de psicodèlica i hard rock amb els èxits com "San Franciscan Nights", "When I Was Young" i "Sky Pilot", abans de la dissolució al final de la dècada. En total, el grup tenia deu dels primers èxits del Top Twenty tant en el UK Singles Chart i el Billboard Hot 100 americà.
La formació original va tenir retorns breus en el 1975 i 1983. Hi ha hagut diversos reagrupaments parcials dels membres originals de l'època, des d'aleshores, sota diversos noms. The Animals van ser inclosos en el Rock and Roll Hall of Fame el 1994.

## Història

### Dècada de 1960
Originaris de la portuària Newcastle-upon-Tyne (Regne Unit), el grup The Animals va néixer en el 1962 quan Eric Burdon va arribar al grup Alan Price Rhythm and Blues Combo i li va canviar el nom pel qual seria conegut mundialment, sent la formació original conformada per Eric Burdon (veu), Alan Price (òrgan i teclats), Hilton Valentine (guitarra), John Steel (bateria) i Chas Chandler (baix). La música es va basar, essencialment, en el blues i va fer versions de cançons de John Lee Hooker, Sam Cooke, Ray Charles, Nina Simone i Jimmy Reed.
El grup va gestionar aquest mateix any el seu propi EP i l'èxit en la seva localitat natal va ser tan notori que Giorgio Gomelsky -mànager de Yardbirds- els va convèncer perquè s'instal·lessin a Londres en el 1964. Durant un temps van tocar en Crawdaddy Club -el local del mateix Gomelsky- i allí van conèixer al que seria el seu productor: Mickie Most. Amb ell van signar el seu primer contracte discogràfic (que va ser amb la discogràfica EMI a través de la seva subsidaria Columbia Records) i al febrer de 1964 van gravar el seu primer single: Baby Let Me Take You Home (una versió de Baby, Let Me Follow You Down de Bob Dylan). La versió va arribar al lloc 21º de les llistes britàniques.
No van trigar a versionar una cançó del folk nord-americà, l'autor del qual encara és desconegut, i va ser aquesta la que els va llançar a la fama: The House of the Rising Sun. L'estil de veu de Burdon i la disposició dramàtica, amb riffs inoblidables de l'òrgan d'Alan Price, van crear sens dubte el primer gran èxit del Folk Rock. Hi ha un debat en curs sobre la inspiració de The Animals per al seu arranjament de la cançó, que ha estat diversament atribuït a les versions anteriors de Bob Dylan, el cantant folk Dave Van Ronk, el cantant de blues Josh White (que ho va gravar dues vegades en 1944 i 1949), o la cantant i pianista Nina Simone (que la va gravar en 1962 en el seu àlbum Nina at the Village Gate).
Gràcies a l'èxit d'aquesta cançó es van convertir en el segon grup anglès a aconseguir el número u tant en les llistes britàniques com en les nord-americanes, perquè els primers havien estat The Beatles. Tant va ser així que, a l'octubre de 1964, van procedir a editar The Animals, el seu primer LP. Addicionalment, al novembre del mateix any, van decidir fer el seu debut als Estats Units en The Ed Sullivan Show de la CBS, on van interpretar I'm Crying i The House of the Rising Sun a més de començar una petita gira actuant amb regularitat als cinemes de tota la ciutat de Nova York.
Al maig de 1965 després del llançament del seu segon LP Animal Tracks, Alan Price abandona la banda per motius personals, de salut (tenia pànic a volar) i per la lluita pel lideratge que mantenia amb el seu company Eric Burdon. Ell va començar una reeixida carrera tant com a solista i com a membre de The Alan Price Set. Price va ser substituït temporalment per Mick Gallagher, que va estar en la banda poc temps fins a l'arribada de Dave Rowberry que el va substituir. Però, la situació de la resta del grup tampoc va anar gaire millor. Els components de la banda van començar a tenir la sensació que la seva música s'estava transformant en alguna cosa massa comercial (principalment a les exigències de Mickie Most i de la mateixa EMI i a principis de 1966 van trencar el seu contracte amb EMI i amb Most, no sense abans deixar un altre èxit: It's My life, número 7 en les llistes britàniques i el 23 en les nord-americanes.
En 1966 el grup va signar un contracte amb la discogràfica MGM als Estats Units i Canadà i Decca Records per a la resta del món, a més de seleccionar com el seu nou productor a Tom Wilson, que havia produït a artistes importants com per exemple Bob Dylan. En el mes de febrer, el bateria John Steel va deixar el grup i va ser substituït per Barry Jenkins. De tota manera, la sortida d'aquest va ser un preludi del que va passar poc després. Encara que van editar un únic disc amb Decca titulat Animalism (juny de 1966) i que paral·lelament EMI/MGM va llançar un àlbum els grans èxits de la banda (un dels més venuts de l'època), el grup originari tan sols va sobreviure a la sortida de Steel sis mesos. The Animals es va dissoldre al setembre de 1966. En aquest moment els seus negocis "estaven en un caos total", segons Chandler (que va passar a gestionar a Jimi Hendrix). Fins i tot per als estàndards de l'època, que els artistes tendien a ser financerament ingenus, The Animals van fer molt pocs diners, amb el temps al·legant mala administració i robatori per part del seu mànager Michael Jeffery.
Burdon va començar a treballar en un àlbum en solitari, anomenat Eric is Here, que també va oferir el single Help Me, Girl, el qual va ser número 14 en les llistes britàniques i molt promocionat en programes de televisió com Ready, Steady, Go! i Top of the Pops a finals de 1966, sent aquest l'últim enregistrament efectuat sota el segell Decca.
En 1967, Eric Burdon va intentar reformar la banda amb l'arribada de John Weider a la guitarra i el violí, Danny McCulloch al baix i Vic Briggs a la guitarra elèctrica, a més del bateria Barry Jenkins, prenent el nom d'Eric Burdon and The Animals. La banda va donar un gir al so rhythm and blues de l'agrupació original encara més proper al rock psicodèlic. La nova agrupació va signar un contracte d'exclusivitat mundial amb el segell MGM i va comptar amb la producció de Tom Wilson en els seus posteriors àlbums Winds of Change (1967), The Twain Shall Meet (1968) i Every One of Us, llançat únicament als Estats Units en 1968.
Alguns dels èxits d'aquest grup incloïen Sant Franciscan Nights, Monterey (un homenatge al Monterey Pop Festival efectuat en 1967), i Sky Pilot. El seu so era molt més pesat que el grup original. Burdon cridava cada vegada més fort en les versions en viu de Paint It Black  i Hey Gyp. En 1968 tenien un so més experimental en cançons com We Love You Lil i el registre de 19 minuts New York 1963 - America 1968. Les cançons tenien un estil de començar amb silencis per arribar a elements més psicodèlics i fins i tot arribant al final amb crits, lletres i sons cada vegada més experimentals.
Va haver-hi més canvis en aquesta alineació: Zoot Money es va afegir a l'abril de 1968, inicialment com a organista/pianista, encara que amb la partida de McCulloch també va interpretar el baix i veus de forma ocasional. El juliol del 1968 Andy Summers, futur membre de The Police substitueix a Briggs en la guitarra elèctrica. Tant Money com Summers pertanyien a la banda britànica de rock psicodèlic Dantalian's Chariot, prenent algunes cançons d'aquest grup, gràcies a l'interès de Burdon per aquests sons. A causa de la càrrega multi-instrumental de Money, en les actuacions en viu el baix va ser interpretat per alternativament entre Weider i Summers.
Al desembre de 1968, aquesta encarnació s'havia dissolt, i tant l'àlbum doble Love Is i els singles Ring Of Fire i River Deep - Mountain High van ser llançats internacionalment. Nombroses raons han estat citades per causar la ruptura, la més famosa és una gira avortada pel Japó. La visita havia estat programada per al setembre de 1968, però es va retardar fins a novembre a causa de les dificultats per obtenir els visats corresponents. Només després d'unes poques dates efectuades en la gira, els promotors - que, a l'esquena de la banda, pertanyien a la màfia yakuza japonesa - van segrestar el mànager del grup i el van amenaçar perquè escrivís un pagaré a nom dels promotors per $ 25.000 per cobrir les pèrdues sofertes pel retard de la gira. El mànager va escriure el pagaré però, correctament sospitant que cap dels seus captors sabien llegir anglès, va afegir una nota en la qual deia que el document va ser escrit sota coacció. Els yakuza el van deixar anar, però van advertir que ell i el grup haurien de sortir del Japó l'endemà o atenir-se a les conseqüències. El grup immediatament va fugir del país, deixant tot el seu equip de gira al país asiàtic. Money i Summers van començar paral·lelament les seves carreres en solitari, sent posteriorment perseguits pels yakuza (encara que aquesta persecució va ser ràpidament avortada en el cas de Summers), Weider es va unir a Family, i Burdon es va unir a un grup llatí de Long Beach, Califòrnia, anomenat War.

### Dècada de 1970
Els membres originals de la banda es van tornar a reunir en 1977 per gravar Before we were so rudely interrupted.

### Dècada de 1980
En 1983 van tornar a reunir-se per als discos Ark i Rip it to shreds.

### Dècada de 1990
En el 1994, el grup originari va entrar en el Saló de la Fama del Rock and Roll. Poc després, en el juliol de 1996, el baixista de la primera formació, Chas Chandler, va morir. Valentine, Steel, i Dave Rowberry també van fer gires amb (Hilton Valentine's) The Animals i Valentine i Steel amb el nom d'Animals II.

### Dècada de 2000
Eric Burdon va fer la volta al món amb un grup de músics sota el nom d'Eric Burdon and the Animals.

### Llegat
L'Animals original va ser introduït en el Rock and Roll Hall of Fame de 1994. En el 2003, la versió del grup de "The House of the Rising Sun" va arribar en el número #123 de la revista Rolling Stone en la llista 500 Greatest Songs of All Time. El senzill de gran èxit en 1965 de "We Gotta Get out of This Place" va arribar al lloc #233 de la mateixa llista. Ambdues cançons es van incloure en el The Rock and Roll Hall of Fame's 500 Songs that Shaped Rock and Roll.
En el 15 de març de 2012, en un discurs a una audiència al festival de música South by Southwest, Bruce Springsteen va discutir sobre la influència de The Animals en la seva música, « "To me, the Animals were a revelation. They were the first records with full-blown class consciousness that I'd ever heard » Va declarar que "We Gotta Get Out of This Place" que « That's every song I've ever written... That's 'Born to Run,' 'Born in the U.S.A.,' everything I've done for the past 40 years including all the new ones. That struck me so deep. It was the first time I felt I heard something come across the radio that mirrored my home life, my childhood. » Declarant que el seu àlbum Darkness on the Edge of Town va ser està inspirat en The Animals, Springsteen va tocar els riffs d'obertura en "Don't Let Me Be Misunderstood" i la seva versió de "Badlands" i després va dir: « Listen up, youngsters! This is how successful theft is accomplished! »

## Discografia
- The Animals (1964; The Animals; US) / The Animals (1964; The Animals; GB)
- The Animals on Tour (1965; The Animals; EUA)
- Animal Tracks (1965; The Animals; UK) / Animal Tracks (1965; The Animals; EUA)
- Animalisms (1966; The Animals; GB) / Animalization (1966; The Animals; EUA)
- Animalism (1966; The Animals; EUA)
- Eric Is Here (1967; Eric Burdon & The Animals; EUA)
- Winds of Change (1967; Eric Burdon & The Animals)
- The Twain Shall Meet (1968; Eric Burdon & The Animals)
- Every One of Us (1968; Eric Burdon & The Animals; EUA)
- Love Is (1968; Eric Burdon & The Animals)
- Before We Were So Rudely Interrupted (1977; The Animals)
- Ark (1983; The Animals)

## Personal

### Membres
Membres actuals
- John Steel - bateria (1963-1966, 1975-1976, 1983, 1992-actualitat)
- Mick Gallagher - teclat (1965, 2003–actualitat)
- Pete Barton - cantant i baix (2001–actualitat)
- John Williamson - guitarra i cantant (2001–actualitat)
- Danny Handley - guitarra i cantant (2003–actualitat)

Membres anteriors
| - Eric Burdon - cantant (1963-1968, 1975-1976, 1983) - Hilton Valentine - guitarra (1963-1966, 1975-1976, 1983, 1992-2001) - Chas Chandler - baix i cantant (1963-1966, 1975-1976, 1983; died 1996) - Alan Price - teclat icantant (1963-1965, 1975-1976, 1983) - Dave Rowberry - teclat (1965-1966, 1999-2003; died 2003) - Barry Jenkins - bateria (1966-1968) - John Weider - baix, guitarra i violí (1966-1968) - Vic Briggs - guitarra i piano (1966-1968) - Danny McCulloch - baix (1966-1968) - Zoot Money - teclat, baix, cantant (1968, 1983) (nom real: George Bruno Money) - Andy Summers - guitarra, baix (1968) - Steve Grant – guitarra, sintetitzador, cantant (1983) - Steve Gregory – saxòfons (1983) | - Nippy Noya – percussió (1983) - Joss Elliott - baix (1992-1994) - George Fearson - guitarra (1992-1994) - Robert Robinson - cantant (1992-1994) - The Dod - bateria (1992) - Steve Hutchinson - teclat (1992-1999) - Martin Bland - baix (1994-1999) - Steve Dawson - guitarra (1994-1999) - Robert Kane - cantant (1994-1999) - Jim Rodford - baix (1999-2003) - Tony Liddle - cantant (1999-2001) - Eamon Cronin - cantant (2001) |

## Cançons en el cinema
- 1964: Get Yourself a College Girl, "Blue Feeling", "Around and Around" també "Round and Round" (lip-sync)
- 1965: The Wednesday Play (Episodi: Stand Up, Nigel Barton), "We Gotta Get out of This Place"
- 1965: Pop Gear "House of the Rising Sun", "Don't Let Me Be Misunderstood" (lip-sync)
- 1967: Stranger in the House, "Ain't that so"
- 1967: It's a Bikini World, "We Gotta Get out of This Place" (lip-sync)
- 1983: Purple Haze, "When I Was Young"
- 1985: Men, "When I Was Young"
- 1986: The A-Team (Episodi: Beneath The Surface), "We Gotta Get out of This Place"
- 1987: Hamburger Hill, "We Gotta Get out of This Place"
- 1988: 1969, "When I Was Young"
- 1992: American Me, "Don't Let Me Be Misunderstood"
- 1995: Casino, "House of the Rising Sun"
- 1998: The Waterboy, "The House of the Rising Sun"
- 1999: The Sopranos (Episodi: Down Neck), "Don't Bring Me Down"
- 2000: Angels of the Universe, "Don't Let Me Be Misunderstood"
- 2000: Piso Porta, "Squeeze Her, Tease Her", "That's All I Am To You"
- 2001: 15 Minutes, "House of the Rising Sun"
- 2001: Blow Dry, "Don't Let Me Be Misunderstood"
- 2002: The West Wing (Episodi: Process Stories), "House of the Rising Sun"
- 2002: Heartbeat (Episodi: A Many Splendoured Thing), "See See Rider"
- 2004: Layer Cake, "Don't Let Me Be Misunderstood"
- 2004: The Life and Death of Peter Sellers, "It's My Life"
- 2004: Fahrenheit 9/11, "We Gotta Get out of This Place"
- 2007: Music Within, "We Gotta Get out of This Place"
- 2007: Zodiac, "Sky Pilot"
- 2007: Supernatural (Episodi: Roadkill), "The House of the Rising Sun"
- 2007: My Name Is Earl (Episodi: The Trial), "The House of the Rising Sun"
- 2007: My Name Is Earl (Episodi: Early Release), "We Gotta Get out of This Place"
- 2008: Californication (Episodi: Final of second season), "It's My Life"
- 2009: Heroes (Season 3, Episode 21), "We Gotta Get out of This Place"
- 2009: Eastbound & Down (Season 1, Episode 6), "Sky Pilot"
- 2010: Rake (sèrie de televisió) (Season1, Episode 8), "Don't Let Me Be Misunderstood"
- 2010: Ceremony, "Good Times"
- 2012: Skyfall (pel·lícula)(On helicopter PA),"Boom Boom"
- 2012: Supernatural (Episodi: Little Slice of Kevin), "We Gotta Get out of This Place"